# 生物学史
生物学史（せいぶつがくし、英語: history of biology）とは、生物学の歴史、またはそれを扱う科学史の一分野である。

## 古代ギリシャ
生物学の萌芽は古代ギリシアに見られる。
一般に、諸研究に先駆しているという意味で、古代ギリシャのアリストテレスをもって生物学史の始めとする。「アリストテレスは実証的観察を創始した」「全時代を通じて最も観察力の鋭い博物学者の一人」などとされ、生物の分類法を提示するなどし、後世に至るまで多大なる影響を及ぼしたのである。アリストテレスの動物学上の著作として残っているものとしてはHistoria animalium『動物誌』、De generatione animalium『動物発生論』、De partibus animalium『動物部分論』、De anima『心について』（『霊魂論』とも）がある。『動物誌』では、500を越える種の動物（約120種の魚類や約60種の昆虫を含む）を扱っており、随所で優れた観察眼を発揮している。植物に関する研究も行い著作もあったとされるが、失われ現在では残っていないとされる。アリストテレスの生物に関する研究の中でも動物に関する研究は秀でており、特に動物学の祖とされる。分類、生殖、発生、その他の分野において先駆的な研究を行い、その生命論や発生論は17世紀や18世紀の学者にまで著しい影響を与えた。ただし、アリストテレスの生物学は、今日の視点から見れば哲学的とも言えることがらも含まれているが、彼の思想は生物学思想史に影響を与えているので重要である。たとえば生命の原理を考察したときに、彼が用いたプシュケーに関する概念である。（注. 「プシュケー」という語の最も根源的な意味は「呼吸」である。呼吸をするということは生きていることの最も明らかなる兆候なので、呼吸=プシュケという語が生命を意味するようになり、それが転じて心や霊魂を意味するようになったのはある意味当然のことである。）アリストテレスは、研究の途上では、生物の種類によって異なるプシュケーの段階があると見なすようになり、(1)植物的霊魂　(2)動物的霊魂　(3)理性的霊魂　を区別するようになった。もっとも、彼の知識が増えるにしたがい、プシュケーによる植物・動物・人間の区別をさほど絶対的なものとはしないようになり、動物もその程度に応じて人間と同じような理性を持っているとし、最後の見解としてはプシュケー（生命あるいは霊魂）の間には基本的な区別がない、とするものになったようである。この見解は現代の生物学者のある重要な一派の見解とまったく同じである。上記のように、精細に作られたアリストテレスの生物学理論はあるものの、彼の生物学上の著作は、必ずしもこうした"高級な"主題を含まず、現代人の生物学者が行っているような"普通の" 研究が数多くある。例えば、魚類の習性に関する優れた観察、タコの産卵と発生についての観察、あるいはクジラ、イルカについての研究やサメの発生についての研究も非常にすぐれている。
アリストテレスの植物研究は失われてしまったが、植物学に関しては、アリストテレスの後継者で弟子のテオフラストスによる植物学上の完全な著作は現存している。彼は師から伝えられた発生学的研究の価値を理解しており、植物の生殖様式の差異に重点を置き、単子葉類と双子葉類を区別した。彼の諸著作は古代から現代にまで伝わった生物学の完全な研究書として非常に貴重なものである。

## 近代生物学の興り
現代生物学の系譜は17世紀の科学革命を経て自然科学が成立した近世以降に始まった。

### 分類学
近代生物学は、動植物や鉱物などを記載・分類する博物学（自然史学）の一分野として始まった。18世紀にリンネが二名法を用いた生物の分類を確立し、生物を類縁関係に基づいて体系的に分類する方法を確立したことがひとつの契機となる。生物多様性を探究する流れは生物学誕生当初から存在していたと言える。ただし当時は動物学と植物学が個別にあり、生物学という分野は存在しなかった。

### 解剖学・形態学・細胞学
動物の研究は医学とも連動しつつ、動物のしくみやその働きを探る方向に進んだ。この方向は比較解剖学の発展をもたらした。顕微鏡の普及は、動物の構造を器官から組織、細胞レベルの研究へと進めた。また、器官の区別が難しい植物の内部構造も、顕微鏡の使用によって可能となった。19世紀には顕微鏡を用いた観察から「全ての生物は細胞からできている」という細胞説が提唱された。このことにより動物学と植物学が統合され生物学というくくりで扱われるようになった。

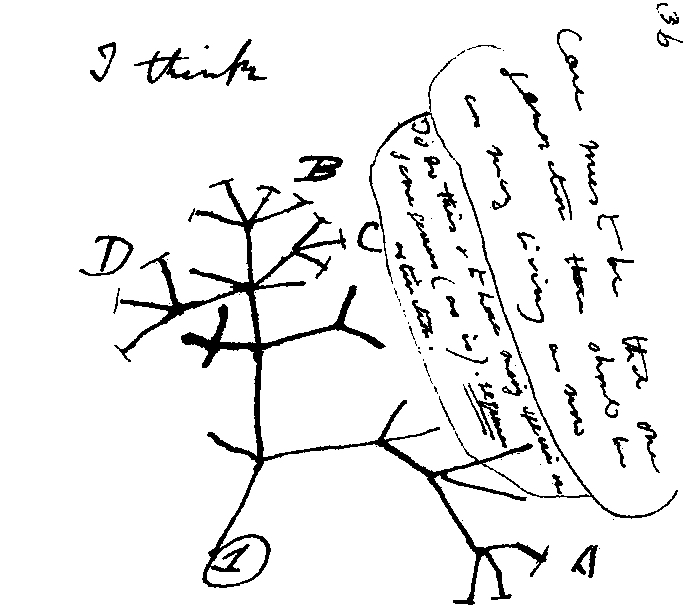
チャールズ・ダーウィン直筆の系統樹のスケッチ。生物変移説に関するノートに記載されていた。アメリカ自然史博物館所蔵。

### 進化論
ルイ・パスツールの実験により、生物は自然に誕生するという自然発生説が完全に否定され、「全ての細胞は細胞から生じる」ことが理解された。自然発生説の否定は進化論とも関連し、生物学に生命の起原という新たな問題を提起した。生物多様性と系統分類について考察したチャールズ・ダーウィンが『種の起源』で提唱した進化と種分化いう概念は、現代生物学の前提となっており、生物学以外の多くの分野にも影響を及ぼしている。

### 発生学
動物の発生は、19世紀までに次第に多くの動物で観察されるようになり、比較発生学が成立した。これを進化論に基づいて体系づけたのがヘッケルの反復説であった。しかし、より直接にその機構に迫ろうと始まった実験発生学の流れは、発生の段階における細胞の分化を推し進めるしくみとして誘導現象を発見し、多くの成果を上げたものの、一旦は停滞を迫られた。

### 遺伝学
19世紀後半にはメンデルが遺伝の法則を発見し、遺伝粒子の存在を示唆した。細胞学の発展とともに細胞分裂や染色体に関する知見が得られ、20世紀初頭にはモーガンらはショウジョウバエを用いた研究により遺伝子を染色体と関連づけた。またX線の照射が突然変異を誘発することが確認され、遺伝子が物質であることが証明された。

### 微生物学・生化学
また、顕微鏡によって発見された微生物は、既知の生物の範囲を大きく広げる物であった。それはやがて既成の動物/植物の区分にも影響を与え始め、分類学の見直しを迫るものとなった。他方で、発酵が微生物によって行われることがルイ・パスツールらによって明らかにされたことから、微生物による化学物質への関与が研究対象として注目され、これが生化学への糸口となっていった。後には遺伝学もこのような微生物を材料に発展を遂げる。このような流れは、生物学がモデル生物を利用した普遍的な生命現象の解明へと進む流れに入ったことをも示す。
また、微生物の研究は、病原体の発見に繋がり、それまでは対抗手段のなかった伝染病や感染症への対策が取れるようになった。その研究の過程で微生物学は大きく進歩したのみでなく、免疫機構などについても多くのことが明らかとなった。

## 分子生物学以降

### 分子遺伝学
20世紀中頃には遺伝物質がDNAであることが確定され、DNAの二重らせん構造が明らかにされた。遺伝物質として DNA の構造が明らかになったことは生物学に非常に大きな進展をもたらした。突然変異はDNAの塩基配列の変化であることがわかり、これまで別々に扱われていた進化と遺伝が結び付けられた。セントラルドグマにより遺伝子発現が定義され、生物の普遍性・共通性の理解を目指した流れが大きくなった。DNA を直接扱う分子生物学の方法論は他の分野にも大きな影響を与え、また人類は生物を短期間に不可逆的に変化させうる技術を獲得したことになる。

### 遺伝学と発生学
20世紀後半にショウジョウバエから発見されたホメオボックスは生物の共通性理解を深めることになった。ホメオボックスはショウジョウバエだけでなく、ヒトから線虫、植物、酵母にまで存在していることが明らかになり、生物は発生のような複雑な現象においても、基本的には共通の系を使っていることがわかった。これによりモデル生物を用いて研究を行うことで、普遍的な生命現象に迫ることができることが示された。

### ゲノムプロジェクト
技術発展は生物の全塩基配列（ゲノム）を解読することを可能にし、ゲノムは生物の多様性と普遍性を統合しうる視点を生物学にもたらした。現在では様々なモデル生物のゲノムプロジェクトが進行しており、次の潮流となっている。ゲノム配列の決定は研究手段にも大きな影響を及ぼしている。

### 生態学
他方、野外の生物を観察する立場から発展した生態学は、博物学的な枠を抜けるのが難しかったが、植物生態学における遷移、群集生態学における食物連鎖や生態系、行動生態学における血縁選択説などが理論的な枠組みを構成していった。また集団遺伝学、数理生物学、理論生物学は動物の行動や形質を定量的に分析できる可能性を示した。地球規模の自然環境問題の盛り上がりなどとも相まって、次第に生物学のもう一つの流れを作っている。

### 分類学
分類学は、従来は様々な形質を検討しつつ、それぞれの群で最も重要であろうと判断された少数の形質に基づいて分類をする、ということが行われた。しかし、これによる恣意性の混入という問題があり、それ対する方法として、あらゆる形質を判断に利用して系統を推測する分岐分類学の方法が提唱された。また、系統を直接に推測する方法として遺伝子を直接に調べる分子系統学が生まれた。これらを実現することになったものとして情報処理能力におけるコンピュータの発達がある。
また、特に単細胞生物の分野における発展が大きい。古細菌はそれまでに知られた生物すべてと対置すべき全く新しい群であることが認められた。また、原生生物の分類の発達は、当初はホイッタカーによる五界説などをもたらしたが、それ以降の発展はもはや界の分類そのものを危うくするにいたっている。しかしながら、これらによってこれまでの分類学が描けなかった生物世界全体の系統をも明らかにしそうな発展が行われつつある。また、これらの方法により既成の分類体系の見直しを迫られている群は多く、多くの分野で混乱も生じている。落ち着くにはしばらくかかりそうである。